# Planetella winnertzi
Planetella winnertzi är en tvåvingeart som först beskrevs av Jean-Jacques Kieffer 1898.  Planetella winnertzi ingår i släktet Planetella och familjen gallmyggor. Inga underarter finns listade i Catalogue of Life.